# 1861 en Belgique
Chronologie de la Belgique
- 1857
- 1858
- 1859
- 1860
- 1861
- 1862
- 1863
- 1864
- 1865

Cette page recense des événements qui se sont produits durant l'année 1861 en Belgique.

## Évènements
- 23 décembre : début du procès de La Bande Noire (fin le 9 janvier 1862).

## Culture

### Arts
- du 4 août au 30 septembre, Salon d'Anvers.

#### Peinture

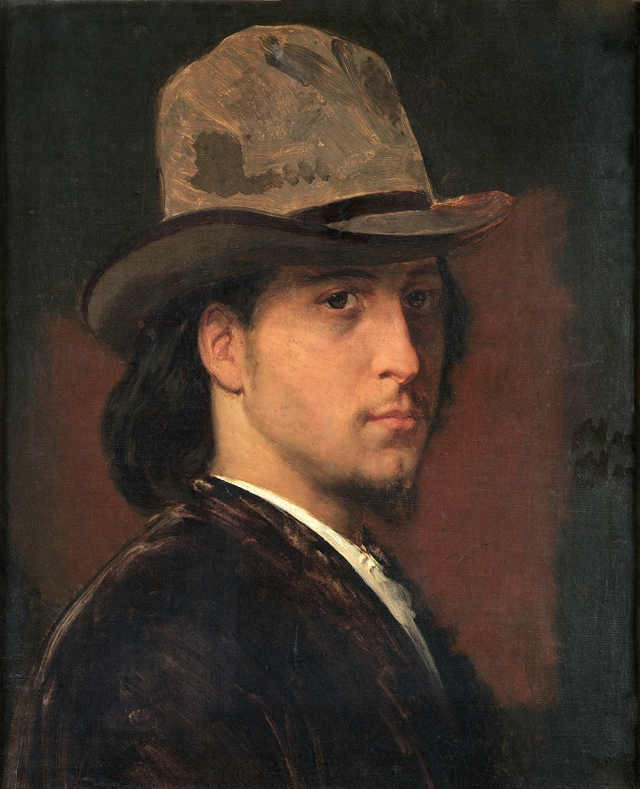
Autoportrait à l'âge de dix-huit ans (Léon Philippet)
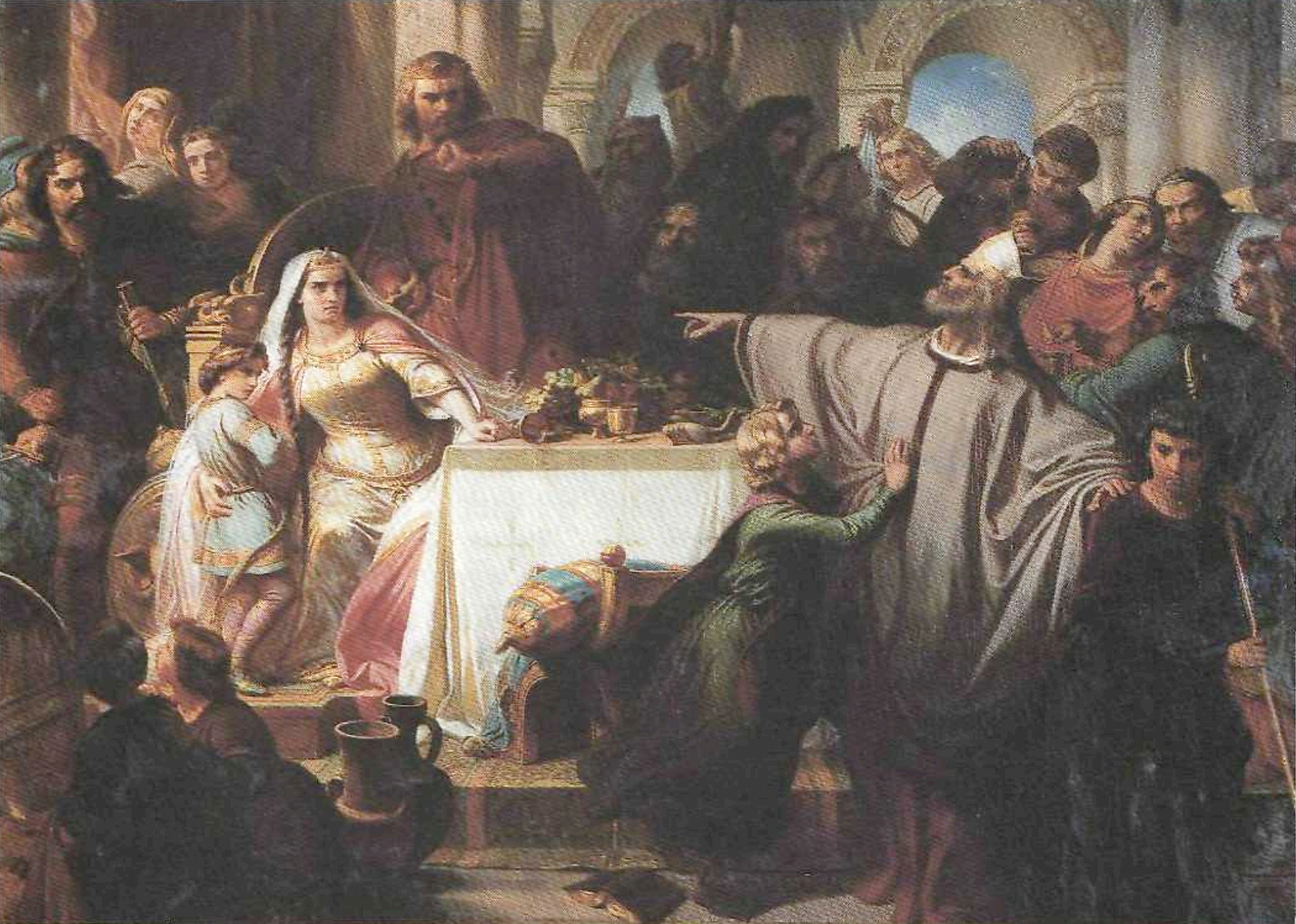
Le Banquet de Jupille (Auguste Chauvin)
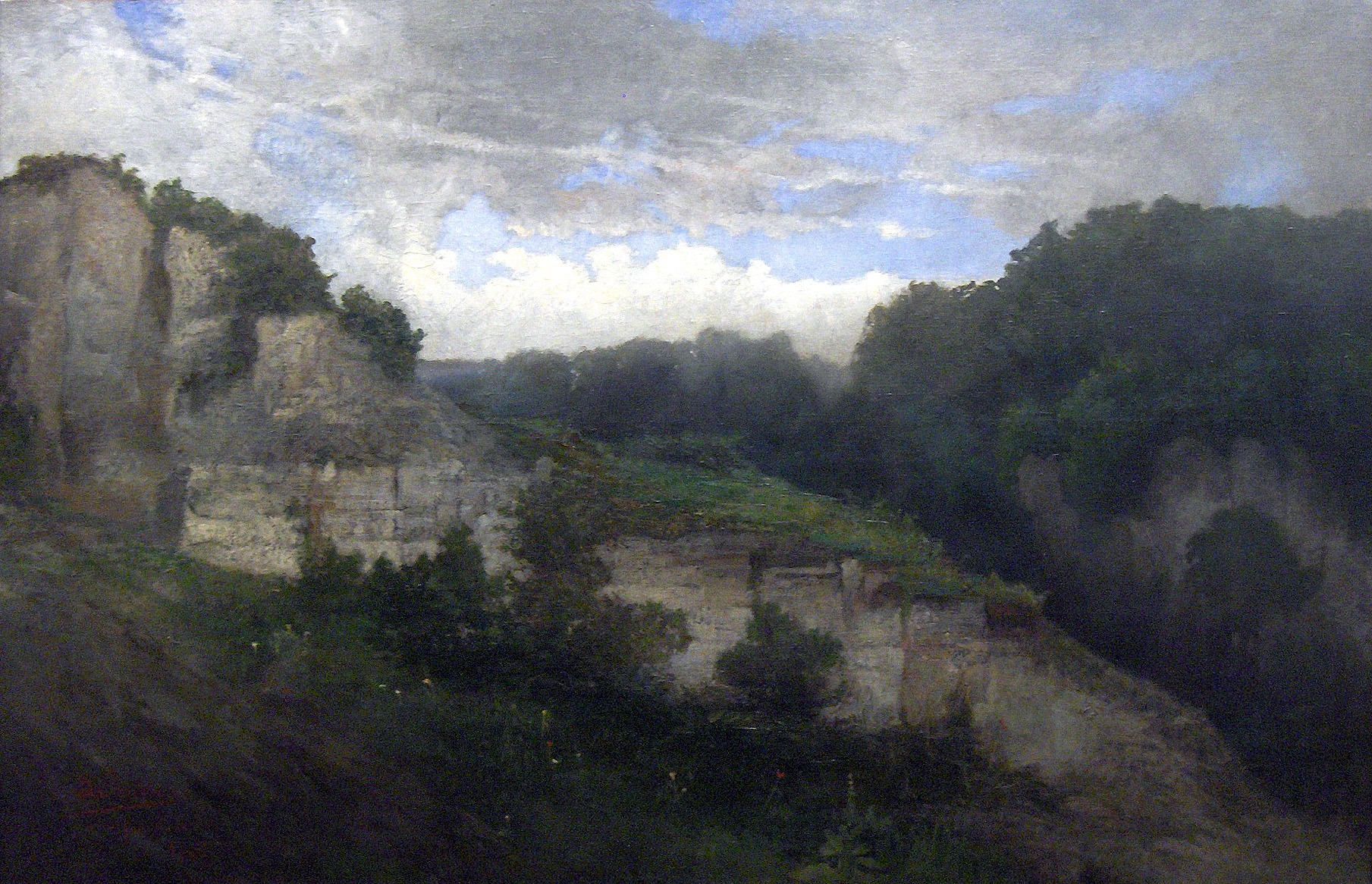
Les Hauteurs de Beez (Louis Dubois)

## Sciences
- 15 avril : Ernest Solvay dépose un brevet pour son procédé qui permet la fabrication industrielle du carbonate de sodium[1].

## Décès
Ferdinand de Meeûs à Bruxelles